# بوريسلاف ستيفانوفيتش
بوريسلاف ستيفانوفيتش هو لاعب كرة قدم صربي في مركز الهجوم، ولد في 11 سبتمبر 1975 في ميتروفيتسا في كوسوفو. شارك مع منتخب صربيا والجبل الأسود لكرة القدم. أما مع النوادي، فقد لعب مع بي أيه إس كيه بيوغراد وراد بيوغراد ورادنيتشكي نيش ونادي مريدا ويونيفرسيتاتيا كرايوفا.

## وصلات خارجية
- بوريسلاف ستيفانوفيتش على موقع قاعدة بيانات كرة القدم.إي يو (الإنجليزية)
- بوريسلاف ستيفانوفيتش على موقع ناشيونال فوتبول تيمز (الإنجليزية)